# 婦人財嚢競走
婦人財嚢競走（ふじんざいのうきょうそう、Ladie's Purse）とは、かつて日本で行われていた競馬の競走である。貴婦人財嚢競走ともいう。ちなみに財嚢とは財布を意味する。
婦人財嚢競走においては、競馬場内にいる女性の観客から募金を募り、集められた金を賞金とする。賞金額は競走によって異なることになるが、通常よりも高額となることが多かったため、賞金を目当てに優れた競走馬が数多く出走した。なお、このような趣旨の競走は1714年にイギリスにおいて行われたものが発祥とされる。
記録上は1871年に横浜競馬場で開催されたものが日本最古の婦人財嚢競走である。同競馬場では1906年まで行われた。その後1913年に目黒競馬場において行われたものを最後に日本では行われていない。